# Šao-kuan
Šao-kuan (čínsky 韶关, pchin-jinem Sháoguān) je městská prefektura v
Čínské lidové republice, nejsevernější prefektura provincie Kuang-tung v jižní Číně.
Prefektura má rozlohu 18 645 čtverečních kilometrů a v roce 2002 zde žilo přes tři milióny obyvatel.
Přes prefekturu vede páteřní železniční trať Peking-Kanton z hlavního města Čínské lidové republiky do Kantonu, hlavního města provincie Kuang-tung a také je zde stanice vysokorychlostní železniční trati Wu-chan – Kanton.
Po roce 1589, kdy byl vyhnán z Čao-čchingu, měl v Šao-kuanu svou misi jezuita Matteo Ricci.

## Administrativní členění
Městská prefektura Šao-kuan se člení na deset celků okresní úrovně, a sice tři městské obvody, dva městské okresy, čtyři okresy a jeden autonomní okres.
| městský obvod · Wu-ťiang městský obvod · Čen-ťiang městský obvod · Čchü-ťiang okres · Š’-sing okres · Žen-chua okres · Weng-jüan okres · Sin-feng autonomní okres · Žu-jüan městský okres · Le-čchang městský okres · Nan-siung |                |                       |                    |                                  |
| Název | Název          | Počet obyvatel (2020) | Rozloha km² (2020) | Hustota zalidnění (obyv. na km²) |
| český přepis | znaky          | Počet obyvatel (2020) | Rozloha km² (2020) | Hustota zalidnění (obyv. na km²) |
| Městské obvody |                |                       |                    |                                  |
| Wu-ťiang | 武江区         | 373 686               | 678                | 551                              |
| Čen-ťiang | 浈江区         | 364 319               | 572                | 637                              |
| Čchü-ťiang | 曲江区         | 290 455               | 1 621              | 179                              |
| Městské okresy |                |                       |                    |                                  |
| Le-čchang | 乐昌市         | 383 498               | 2 419              | 159                              |
| Nan-siung | 南雄市         | 353 916               | 2 326              | 152                              |
| Okresy |                |                       |                    |                                  |
| Š’-sing | 始兴县         | 198 060               | 2 132              | 93                               |
| Žen-chua | 仁化县         | 186 009               | 2 223              | 84                               |
| Weng-jüan | 翁源县         | 322 482               | 2 175              | 148                              |
| Sin-feng | 新丰县         | 195 430               | 1 967              | 99                               |
| Autonomní okres |                |                       |                    |                                  |
| Žu-jüan (jaoský) | 乳源瑶族自治县 | 187 276               | 2 299              | 81                               |
| |                |                       |                    |                                  |
| Celkem | Celkem         | 2 855 131             | 18 413             | 155                              |